# Хлорсульфонова кислота
Хлорсульфатна кислота (назва за IUPAC: сульфорохлоридна кислота) — неорганічна сполука з формулою HSO3Cl. Вона також відома як хлорсульфонова кислота, оскільки є сульфокислотою хлору. Це дистильована безбарвна рідина, гігроскопічний та потужний лакриматор. Комерційні зразки зазвичай блідо-коричневого або солом'яного кольору.
Солі та ефіри хлорсульфатної кислоти називають хлорсульфатами.

## Будова і властивості
Хлорсульфатна кислота є тетраедричною молекулою. Формула більш описово записується SO2(OH)Cl, але HSO3Cl є більш вживаною. Вона є проміжною, хімічно та концептуально, між сульфурил хлоридом (SO2Cl2) і сірчаною кислотою (H2SO4). Сполука рідко виходить чистою. При тривалому стоянні з надлишком триоксиду сірки вона розкладається на піросульфурил хлориди:
2ClSO3H + SO3 → H2SO4 + S2O5Cl2

## Синтез
Промисловий синтез включає реакцію хлористого водню з розчином триоксиду сірки в сірчаній кислоті:
HCl + SO3 → ClSO3H
Її також можна приготувати хлоруванням сірчаної кислоти, яка тут з педагогічною метою записана як HSO3(OH), на відміну від звичайного формату H2SO4:
PCl5 + HSO3(OH) → HSO3Cl + POCl3 + HCl
Останній метод більше підходить для лабораторних операцій.

## Застосування
ClSO2OH використовується для отримання алкілсульфатів, які корисні як детергенти та як хімічні проміжні продукти:
ROH + ClSO3H → ROSO3H + HCl
Ранній синтез сахарину починається з реакції толуену з ClSO2OH з утворенням похідних орто- і пара- толуенсульфонілхлориду:
CH3C6H5 + 2ClSO2OH → CH3C6H4SO2Cl + H2SO4 + HCl
Окислення орто- ізомеру дає похідну бензойної кислоти, яка потім циклізується аміаком і нейтралізується основою з отриманням сахарину.
Реакція з перекисом водню використовується для одержання пероксисульфатної кислоти («надсірчаної кислоти») і пероксидисульфатів. Вони використовуються як окислювачі та для ініціювання вільнорадикальної полімеризації, наприклад, для виробництва політетрафторетилену (тефлону).
Хлорсульфатну кислоту використовували як засіб проти відслідковування в розвідувальних безпілотних літальних апаратах Ryan Model 147 і для виробництва димових завіс.

## Безпека
Хлорсульфатна кислота бурхливо реагує з водою з утворенням сірчаної кислоти та хлористого водню, які зазвичай виглядають як пари, що димлять із рідини:
ClSO3H + H2O → H2SO4 + HCl
Слід дотримуватися запобіжних заходів, таких як належна вентиляція, пов’язані з хлороводнем.

## Пов'язані галогенсульфатні кислоти
- Фторсульфонова кислота, FSO2OH, є спорідненою суперкислотою зі зниженою тенденцією до виділення фтороводню.
- Бромсульфонова кислота, BrSO2OH, нестабільна, має температуру плавлення 8°C, при розкладанні утворює бром, діоксид сірки та сірчану кислоту.
- Невідомо про наявність Йодосульфонової кислоти.